# Aplocheilichthys terofali
Aplocheilichthys terofali és una espècie de peix pertanyent a la família dels pecílids.

## Descripció
- Pot arribar a fer 3,5 cm de llargària màxima.[3][4]

## Hàbitat
És un peix d'aigua dolça, bentopelàgic i de clima tropical (9°N-8°N).

## Distribució geogràfica
Es troba a Àfrica: conques dels rius Mé, Comoé i Sassandra a la Costa d'Ivori.

## Estat de conservació
Els seus principals problemes són la desforestació i el desenvolupament agrícola i urbà.

## Observacions
És inofensiu per als humans.